# آنتیموان تری‌یدید
آنتیموان تری‌یدید (به انگلیسی: Antimony triiodide) با فرمول شیمیایی SbI۳ یک ترکیب شیمیایی است. که جرم مولی آن 502.473 g/mol می‌باشد. شکل ظاهری این ترکیب، بلورهای قرمز است.